# Heikki Savolainen
Heikki Savolainen (Joensuu, Finlandia, 18 de septiembre de 1907-Kajaani, Finlandia, 6 de enero de 1997) fue uno de los mejores gimnastas artísticos finladeses de todos los tiempos, dobele campeón olímpico en Londres 1948.

## Carrera deportiva

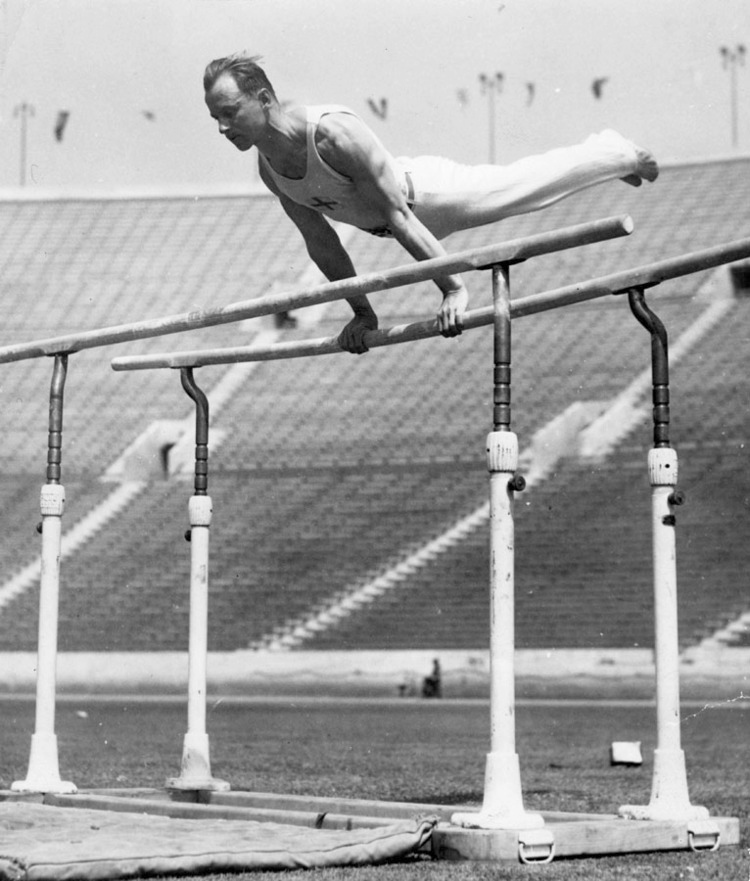
Sabolainen en las barras paralelas en Los Ángeles 1932

Su mayor triunfo fue conseguir dos medallas de oro en los JJ. OO. de Londres 1948 en caballo con arcos —empatado con sus compatriotas Veikko Huhtanen y Paavo Aaltonen— y en equipos, por delante de suizos y húngaros, siendo sus compañeros de equipo: Paavo Aaltonen, Veikko Huhtanen, Kalevi Laitinen, Olavi Rove, Aleksanteri Saarvala, Sulo Salmi y Einari Teräsvirta.
También logra la medalla de plata en las Olimpiadas de Los Ángeles 1932 en barra horizontal, tras el estadounidense Dallas Bixler y por delante de su compatriota finlandés Einari Teräsvirta, y la de bronce en la general individual, tras el italiano Romeo Neri y el húngaro István Pelle.